# Derbi (deporte)

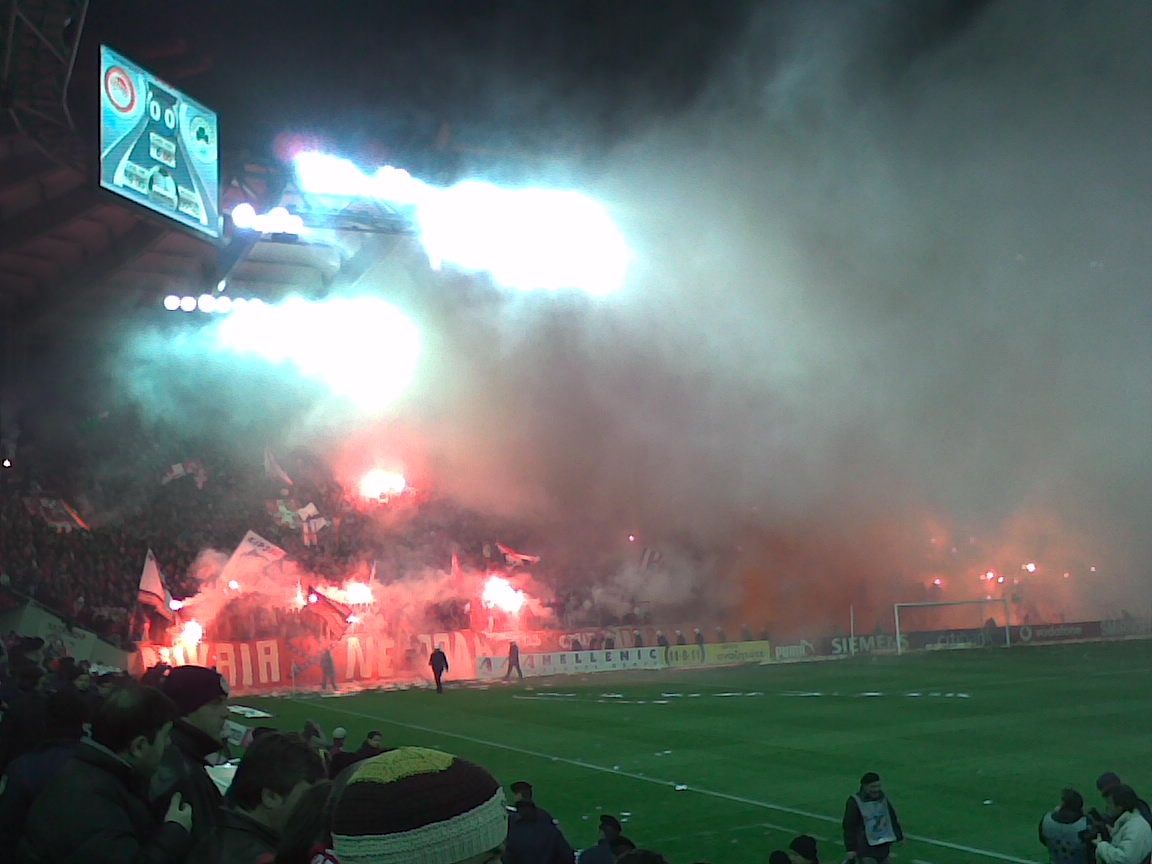
Hinchada de Olympiakos en el Clásico Griego ante Panathinaikos.

Un derbi es por definición un enfrentamiento entre equipos con una cercanía geográfica. Distinto es usada La acepción, que ha acuñado otros términos como «clásico deportivo» que es referida a encuentros deportivos entre dos clubes con la misma historia y jerarquía futbolista. No se puede definir clásico futbolista a un encuentro entre dos clubes que alguno de ellos nunca le haya ganado al otro.—si bien su acepción es diferente y más extendida en América del Sur, suele ser referida especialmente en el ámbito del fútbol, si bien es aplicable a cualquier deporte colectivo. En España por lo general un derbi es aquel encuentro entre dos equipos de proximidad regional o local. Su variante de «clásico» hace referencia a otros aspectos por los que un encuentro adquiere relevancia y suele estar ligado a la longevidad en términos históricos de los clubes, como la repetición de dichos enfrentamientos. Así pues, pudiera reflejarse como una consecuencia temporal para enfatizar una rivalidad, o como consecuencia de la misma.

## Origen
La palabra derbi se origina de un término usado en la hípica, derby en una carrera de caballos en Inglaterra, fundada por Edward Smith-Stanley, 12.º conde de Derby en 1780.
Desde por lo menos 1840 se ha utilizado como sustantivo en inglés para denotar cualquier clase de competencia deportiva. Un derbi local es una competencia que se compite entre los rivales locales.[cita requerida]
Otra teoría extensamente divulgada, aunque no aceptada por el diccionario del inglés de Oxford es que la frase vino alrededor de la ciudad de Derby en sí mismo. El partido de fútbol tradicional de Shrovetide era también lugar común en la ciudad. Renombrado como juego caótico y exuberante que implicó la ciudad entera y fue dado lugar a menudo a fatalidades. Las metas estaban en el molino de las monjas en el norte y el obstáculo de la horca en el sur de la ciudad, y mucha de la acción ocurrió en el río de Derwent o el arroyo de Markeaton. Los jugadores vinieron nominalmente de las parroquias de All Saints' y St Peter's, pero en el juego estaban en la práctica libres para todos como 1.000 jugadores. Un francés que observó el juego en 1829 describió en el horror, ' si los ingleses llaman a esto juego, sería imposible decir lo que llaman pelea'.[cita requerida]
Otra teoría más es que la acepción de clásico o derbi se presentó de cuando el Liverpool Football Club jugó contra el vecino Everton Football Club. Sus dos argumentos fueron separados por Stanley Park, llamado el conde de Derby. Esta última sugerencia se puede descontar, sin embargo. el Widnes Weekly News del 9 de marzo de 1889 describe un juego entre el equipo de fútbol (del rugby) de esa ciudad y el Māori que viaja como «el Derby local». Este uso se produjo tres años antes de que Liverpool F. C. existiera.[cita requerida]
Otra teoría es que el término se aplica, no al juego en sí mismo sino al tamaño de la muchedumbre. En los primeros años del siglo XX, estaba en la reunión anual de carreras de caballos de Derby donde la muchedumbre que se divertía más grande de Inglaterra superior a medio millón de personas embalaría las llanuras de Epsom para mirar la carrera. En aquel momento los partidos de fútbol fueron asistidos totalmente por 'hinchas locales'- el concepto del 'hincha visitante'; vino tiempo después pues las muchedumbres de la clase en gran parte obrera no podrían seguir a sus equipos alrededor del país. Los hinchas miraron el primer equipo y reservas que jugaban' en la casa ' alternándose los sábados. La única excepción vino cuando dos equipos de la misma ciudad jugaron uno contra el otro. Entonces la ' casa' de los hinchas de ambos equipos llenando el estadio. El término ' derbi' local; fue acuñado por la prensa como analogía a la muchedumbre de la raza de Derby. A tiempo la expresión vino a referirse más al juego, que el tamaño de la muchedumbre.[cita requerida]
Los derbis tienen generalmente una atmósfera mucho más caliente entre los hinchas y a menudo los jugadores de los dos clubs. Para algunos derbis, una fuente agregada de tensión entre los dos clubs puede ser política o rivalidad del sectario.[cita requerida]
Un ejemplo de la rivalidad sectaria está en el Old Firm el derbi entre los dos clubs principales de Glasgow en Escocia. El Derbi Old Firm es discutible el juego más grande de derby del deporte, debido al perfil de los clubs y de su rivalidad histórica. Debe ser observado que ocurre el "Old Firm" normalmente se juega cuatro veces por temporada en la Premier League Escocesa, de tal modo haciéndole un partido más común que otros derbis importantes. En los juegos intervienen Celtic y Rangers, los dos clubs más grandes de ese país y representan respectivamente a la población de la Iglesia católica y la Iglesia protestante de Glasgow.
Una derbi importante en estos últimos años se concentra en Estambul entre los rivales Fenerbahçe y Galatasaray, que en estos últimos años se ha conocido como uno de los clásicos futboleros más temidos del mundo, principalmente debido a las localizaciones geográficas, estando en continentes separados.

## Uso del término
Derbi, según la RAE, hace referencia a encuentros entre equipos con una rivalidad por motivos regionales o localistas, que suelen provenir al ser de la misma ciudad o región. No obstante, rivalidades nacionales históricas entre equipos no tan cercanos como por ejemplo entre Ajax de Ámsterdam y Feyenoord a veces también se consideran derbis. Aunque el término se aplica raramente a los partidos internacionales, los partidos entre cualesquiera de dos de los cuatro equipos nacionales británicos Inglaterra, Escocia, Gales y Irlanda del Norte, son referidos a veces como derbi británico.[cita requerida]
Irónicamente a su acepción británica, derby, no existe una rivalidad futbolística en la ciudad homónima pues solamente existe un club de relevancia, el Derby County Football Club. En un punto había una rivalidad dentro de la ciudad entre el Derby County y Derby Midland, no obstante los dos clubes se fusionaron. Sus principales rivales generalmente son el Nottingham Forest Football Club y el Leicester City Football Club, equipos de ciudades próximas y pertenecientes a la misma región de Midlands del este.
En países sudamericanos como Argentina, Uruguay o Venezuela, sustituyen la acepción de derby por la de clásico para referirse a una competición hípica de importancia que se celebre anualmente, de donde se extrapoló al fútbol.

## Fútbol americano

### National Football League
- Chicago Bears-Green Bay Packers
- Baltimore Ravens-Pittsburgh Steelers
- New York Giants-New York Jets
- New York Giants-Dallas Cowboys
- New York Giants-Philadelphia Eagles
- Minnesota Vikings-Green Bay Packers
- Oakland Raiders-Kansas City Chiefs
- Philadelphia Eagles-Dallas Cowboys

### División I de la NCAA
SEC
- Alabama Crimson Tide-Auburn Tigers
- Alabama Crimson Tide-LSU Tigers
- Auburn Tigers-Georgia Bulldogs
- Auburn Tigers-LSU Tigers
- LSU Tigers-Ole Miss Rebels
- Florida Gators-Georgia Bulldogs

ACC
- Clemson Tigers-Georgia Tech Yellow Jackets
- North Carolina Tar Heels-Duke Blue Devils
- North Carolina Tar Heels-NC State Wolfpack
- Florida State Seminoles-Miami Hurricanes
- Virginia Cavaliers-Virginia Tech Hokies

Big 12
- Oklahoma Sooners-Texas Longhorns
- Oklahoma Sooners-Oklahoma State Cowboys
- Oklahoma Sooners-Nebraska Cornhuskers

Big Ten
- Michigan Wolverines-Michigan State Spartans
- Michigan Wolverines-Ohio State Buckeyes

Estatales
- Florida Gators-Florida State Seminoles
- Florida Gators-Miami Hurricanes
- Georgia Bulldogs-Georgia Tech Yellow Jackets

Otras
- Army Black Knights-Navy Midshipmen
- Notre Dame Fighting Irish-Army Black Knights
- Notre Dame Fighting Irish-Michigan Wolverines
- Notre Dame Fighting Irish-Michigan State Spartans
- Notre Dame Fighting Irish-Navy Midshipmen
- Notre Dame Fighting Irish-USC Trojans

## Fútbol australiano

### Australia
- El Derbi del Oeste: West Coast Eagles vs Fremantle – Australian Football League (AFL)
- El Showdown, es un derbi local entre dos equipos del Sur de Australia entre: Adelaide Crows vs Port Adelaide Power – AFL
- El QClash, es un derbi local entre 2 equipos de Queensland: Brisbane Lions vs Gold Coast Suns – AFL
  - Aunque Brisbane y Gold Coast son ciudades separadas por aproximadamente 95 km entre ellas, sus áreas urbanas se concentran en una sola.
- El Derbi de Sídney (AFL): Sídney Swans vs Greater Western Sídney Giants – AFL
- El Derbi de Fremantle : East Fremantle vs South Fremantle – West Australian Football League
- El Derbi de Perth: East Perth vs West Perth Football Club – West Australian Football League

## Béisbol

### Selecciones
- Estados Unidos vs Cuba
- Puerto Rico vs República Dominicana
- México vs Venezuela
- Corea del Sur vs Japón

### Colombia
- Clásico del Norte: Caimanes de Barranquilla contra Tigres de Cartagena
- Clásico del Sur o Sabanero: Toros de Sincelejo contra Vaqueros de Montería

### México
- "La Guerra Civil": Diablos Rojos del México vs Tigres de Quintana Roo
- Sultanes de Monterrey vs Saraperos de Saltillo
- Naranjeros de Hermosillo vs Tomateros de Culiacán
- Tomateros de Culiacán vs Venados de Mazatlán
- Saraperos de Saltillo vs Algodoneros de Unión Laguna
- Naranjeros de Hermosillo vs Yaquis de Ciudad Obregón

### Nicaragua
- Clásico Nacional: Indios del Boer vs Leones de León
- Clásico Capitalino: Indios del Boer vs Dantos de Managua
- Clásico Nuevo: Indios del Boer vs Gigantes de Rivas

### Panamá
- Clásico del béisbol panameño – Panamá Metro vs Chiriquí
- Derby Chiricano- Chiriquí vs Chiriquí Occidente.
- Derby (Clásico) de Azuero – Herrera vs Los Santos
- Derby de Panamá – Panamá Metro vs Panamá Oeste
- Clásico del Canal – Panamá Metro vs Colón
- Clásico Capitalino- Panamá Metro vs Panamá Este
- Clásico de Interior- Chiriquí vs Herrera

### República Dominicana
- Clásico de Clásicos: Tigres del Licey vs Águilas Cibaeñas
- CityChamp: Tigres del Licey vs Leones del Escogido
- Serie del Cibao: Águilas Cibaeñas vs Gigantes del Cibao
- Serie de la Caña: Estrellas Orientales vs Toros del Este

### Estados Unidos
- Chicago Cubs vs Chicago White Sox
- Los Angeles Dodgers vs Los Angeles Angels of Anaheim
- Subway Series - New York Yankees vs New York Mets
- Bay Bridge Series - San Francisco Giants vs Oakland Athletics
- New York Yankees vs Boston Red Sox
- Los Angeles Dodgers vs San Francisco Giants
- Detroit Tigers vs Chicago White Sox
- Texas Rangers vs Houston Astros
- Philadelphia Phillies vs New York Mets
- Astros vs Mets

### Venezuela
- Clásico de los Eternos Rivales: Leones del Caracas contra Navegantes del Magallanes.
- Los Rivales Modernos: Leones del Caracas contra Tiburones de La Guaira.
- Duelo de felinos: Leones del Caracas contra Tigres de Aragua.
- La "Batalla del Centro" o "El clásico de la Autopista": Tigres de Aragua contra Navegantes del Magallanes.

### Puerto Rico
- Criollos de Caguas vs Indios de Mayagüez

## Baloncesto

### Argentina
- Club Atlético Peñarol vs Club Atlético Quilmes (Mar del Plata)
- Club de Regatas Corrientes va Club San Martín de Corrientes (Corrientes)
- Unión de Sunchales vs Libertad de Sunchales (Sunchales, Santa Fe)

### España
- Real Madrid vs Barcelona
- Real Madrid vs Estudiantes vs Fuenlabrada (Madrid)
- Barcelona vs Joventut Badalona (Cataluña)
- Saski Baskonia vs. CB Bilbao Berri vs San Sebastián Gipuzkoa BC (País Vasco)

### Estados Unidos
- Boston Celtics vs Los Angeles Lakers
- Los Angeles Lakers vs Los Angeles Clippers[3]
- Los Angeles Clippers vs Golden State Warriors
- New York Knicks vs Chicago Bulls
- Houston Rockets vs Indiana Pacers
- San Antonio Spurs vs Houston Rockets
- Miami Heat vs San Antonio Spurs
- Golden State Warriors vs Cleveland Cavaliers
- San Antonio Spurs vs Golden State Warriors
- New York Knicks vs Brooklyn Nets
- Chicago Bulls vs Detroit Pistons

### Israel
- Super Classico – Maccabi Tel Aviv vs Hapoel Jerusalem
- Tel Aviv Derby – Maccabi Tel Aviv vs Hapoel Tel Aviv

### Italia
- El Derbi de Boloña – Fortitudo vs Virtus.

Actualmente inactivo. Fortitudo fuera de ligas profesionales del país debido a problemas financieros. Desde entonces, ha habido una renovación,  actualmente tienen un nivel por debajo de Virtus en Legadue.
- Milan vs Rome – Olimpia Milano vs Virtus Roma
- Derby del Sole – Virtus Roma vs Napoli
- Northeast Derby – Udine vs Benetton Treviso
- Derby Lombardo – Pallacanestro Varese vs Olimpia Milano
- Varese vs Cantù – Pallacanestro Varese vs Pallacanestro Cantù

### Jordania
- El derbi de Amán – ZAIN  vs ORTHODOX (Equipos de baloncesto)

### Lituania
- Lietuvos rytas vs Žalgiris.[3] No es un derbi local, porque los clubes estas localizados en Vilnius y Kaunas respectivamente, mejor dicho el "Derbi nacional", con los clubes más importantes del país.

### Rusia
- Entre cualquiera de los 3 siguientes equipos CSKA, Dynamo, Khimki y Triumph

### Suiza
- El derbi de Ticino  – Lugano Tigers vs SAM Massagno vs SAV Vacallo

### Ucrania
- El derbi de Kiev Kiev  – BC Budivelnik vs BC Kiev

## Hockey sobre hielo

### Alemania
- A3-Derby – Frankfurt Lions vs Kölner Haie
- Rheinisches Derby – Kölner Haie vs Düsseldorfer EG
- Rheinisches Derby or Straßenbahn (tram) Derby – Krefeld Pinguine vs Düsseldorfer EG
- Rhein-Main-Derby – Adler Mannheim vs Frankfurt Lions
- Hessen-Derby – Frankfurt Lions vs Kassel Huskies
- Nord-Derby (Northern Derby) – Kassel Huskies vs Hannover Scorpions

### Canadá
Again, as in the case of Canadian football, major "derby"-style rivalries in Canada are generally between teams in the same province or in adjoining provinces due to the distribution of Canada's population.
- Toronto Maple Leafs vs Ottawa Senators
- Canadiens–Maple Leafs rivalry - Toronto Maple Leafs vs Montreal Canadiens
- Quebec Nordiques (prior to relocating to Colorado) vs Montreal Canadiens
- Calgary Flames vs Edmonton Oilers

### Croacia
- KHL Medvešćak vs KHL Mladost Zagreb

### República Checa
- Valašské Derby – HC Zlín vs HC Vsetín – Hockey sobre hielo
- Západočeské Derby – HC Energie Karlovy Vary vs HC Plzeň 1929 – Hockey sobre hielo
- Podkrušnohorské Derby – HC Energie Karlovy Vary vs HC Litvínov – Hockey sobre hielo
- Pražské Derby - Slavia Praha vs Sparta Praha - Hockey sobre hielo
- Slezské Derby - Vítkovice Steel vs Oceláři Třinec - Hockey sobre hielo

### Eslovaquia
- El Gran Derbi – Slovan Bratislava vs HC Košice vs Dukla Trencin
- El Clásico del oeste – HC Košice vs HK Poprad
- El derbi del centro Eslovaco – HKm Zvolen vs HC 05 Banska Bystrica

### Eslovenia
- Llamado "El Eterno Derbi" – HDD Olimpija Ljubljana vs HK Jesenice

### Estados Unidos
- Florida Panthers vs Tampa Bay Lightning — No se le podría llamar un derbi local , pero sí una rivalidad interestatal.
- Los Angeles Kings vs Anaheim Ducks
- New York Rangers vs New Jersey Devils vs New York Islanders

El New York City anteriormente si tenía un derbi local en la NHL:
- New York Americans vs New York Rangers — El conjunto americano se unió a la NHL in 1923, y debido a su éxito Tex Rickard poco a poco se convirtió en una rivalidad de barrio en 1926. En ese entonces los 2 equipos fueron afectados por la Gran depresión, a los Americanos les fue mucho peor financieramente. La falta de tanlento de los Canadienses seguido de que el país entró en la Segunda Guerra Mundial en 1939 fue el golpe final para los americanos, que suspendió sus operaciones en 1942 y sumado a que en 1946 no jugó un solo partido.

### Finlandia
- Helsinki Derby – HIFK vs Jokerit
- Satakunta Derby (often called the Derby of the Westcoast) – Ässät vs Lukko
- Tampere Derby – Ilves vs Tappara
- Turku Derby – TPS vs TuTo

### Rusia
- Cualquier combinación de CSKA, Dynamo y Spartak

### Suecia
- Stockholm Derby – Djurgårdens IF vs AIK
- Västerbotten Derby – Skellefteå AIK vs IF Björklöven
- The Battle of Västernorrland – Timrå IK vs Modo Hockey
- The Battle of Norrland (1/4-final series 00/01) – Luleå HF vs Modo Hockey
- North Derby – Luleå HF vs Skellefteå AIK
- Norrlands Derby – Skellefteå AIK vs Modo Hockey
- Dala Derby – Leksand vs Mora
- Skåne Derby – Malmö IF vs Rögle BK
- Smålands Derby - HV71 vs Växjö Lakers
- E4-derby - HV71 vs Linköpings HC

### Suiza
- Bern derby – SC Bern vs EHC Biel vs SCL Tigers
- Ticino derby – HC Ambri-Piotta vs HC Lugano
- Zähringen derby – HC Fribourg-Gottéron vs SC Bern
- Zürich derby - ZSC Lions vs EHC Kloten

## Rugby league

### Australia
- The Southern Sídney derby: St George Illawarra Dragons vs Cronulla Sharks – National Rugby League
- The Inner Sídney derby: Sídney Roosters vs South Sídney Rabbitohs – National Rugby League
- The Western Sídney derby: Parramatta Eels vs Penrith Panthers – National Rugby League
- The Queensland derby: Brisbane Broncos vs North Queensland Cowboys – National Rugby League
- The South East Queensland or M1 derby: Brisbane Broncos vs Gold Coast Titans – National Rugby League

### Reino Unido
- Wigan Warriors vs St. Helens
- Hull FC vs Hull Kingston Rovers
- Halifax RLFC vs Bradford Bulls
- Leeds Rhinos vs Wakefield Trinity Wildcats
- Widnes Vikings vs Warrington Wolves

The current Earl of Derby has confirmed that his family gave their name to only two sporting events; The Horse Race and the Rugby League match between St. Helens and local rivals Wigan.
So in fact there is only one local derby in the world, in any type of sporting competition that can officially be described as a Derby match.

## Rugby

### Argentina
- Clásico de San Isidro: CASI Club Atlético San Isidro vs SIC San Isidro Club
- Clásico de Rosario: Duendes Rugby Club vs Jockey Club de Rosario
- Clásico de la zona sur de Córdoba: Jockey Club Córdoba vs Córdoba Athletic
- Clásico de la zona norte de Córdoba: Club La Tablada vs Tala Rugby Club
- Clásico de Santa Fe: Santa Fe Rugby Club vs CRAI Ateneo Inmaculada
- Clásico de Buenos Aires: Belgrano Athletic Club vs Asociación Alumni
- Clásico de los Colegios: Club Champagnat vs Club Newman
- Clásico Marista: Club Champagnat vs Club Manuel Belgrano

### Costa Rica
- Derby Estudiantil - Liceo CR Waikalas vs Universitarios Rugby Club
- San José Derby - Stag San Jose vs Cadejos Rugby Club
- Superclásico: Stag San Jose vs Universitarios Rugby Club
- Derby de la Leche: Coronado Toros vs Cartago Rugby

### España
- El Derbi de Valladolid - Club de Rugby El Salvador vs VRAC
- Derbi del País Vasco - Gernika RT, Getxo Rugby Taldea, Ordizia RE and Hernani Club de Rugby Elkartea

### Francia
- Derbi del País Vasco francés – Bayonne vs Biarritz
- El "Derbi Francés" o "Le derby des Stades" – Toulouse vs Stade Français – Como PSG vs OM en fútbol, este no es un derbi regional, pero es una rivalidad entre París (con Stade Français) y las provincias francesas (con Toulouse). Desde la temporada 2005-06, el partido en casa de Stade Français en esta rivalidad ha sido celebrado en el estadio nacional, Stade de France.
- Le derby du centre – Brive vs Clermont
- Paris Derby – Stade Français vs Racing 92

### Irlanda
- Leinster Rugby vs Munster Rugby[4]
- Ulster Rugby vs Leinster Rugby
- The Colours Match A rugby union match between University College Dublin and Dublin University

### Italia
- Derbi Nacional – Benetton Treviso vs Zebre (Los 2 equipos Italianos en el United Rugby Championship). Anteriormente fue Benetton Treviso vs Aironi antes de que el último desapareciera al fin de la temporada: 2011–12.
- El derbi de Parma – GranDucato Parma vs Crociati Parma

### Nueva Zelanda
- Southland vs Otago
- Battle of The Bridge – Auckland vs North Harbour
- Bay of Plenty vs Waikato
- Manawatu vs Hawke's Bay
- Taranaki vs Wellington
- Battle of the Cook Strait – Tasman vs Wellington
- East Coast vs Poverty Bay
- West Coast vs Buller

### Reino Unido
- East Midlands Derby - Northampton Saints vs Leicester Tigers
- West Country Derby - Matches between Bath, Bristol and Gloucester.
- London derbies – Traditionally, any combination of Harlequins, London Irish, London Wasps, and Saracens. These four sides open the English Premiership season against one another in an event known as the London Double Header. London Welsh joined the rivalry in 2012–13.

### Sudáfrica
- Jukskei Derby - Golden Lions Vs Blue Bulls

## Speedway

### Polonia
- Pomeranian-Kuyavian Derby (pol. Derby Pomorza i Kujaw) – Polonia Bydgoszcz vs KS Toruń
- Lubusz Derby (pol. Derby Ziemi Lubuskiej) – Stal Gorzów vs ZKŻ Zielona Góra
- South Derby - Unia Tarnów vs Stal Rzeszów

## Natación

### Turquía
- Istanbul Derby – Fenerbahçe SK vs Galatasaray SK
- Istanbul Derby – Fenerbahçe SK vs Beşiktaş JK
- Istanbul Derby – Beşiktaş JK vs Galatasaray SK